# Montenegro (Rio Grande do Sul)
Montenegro is een gemeente in de Braziliaanse deelstaat Rio Grande do Sul. De gemeente telt 59.557 inwoners (schatting 2009).
De plaats ligt aan de rivier de Caí.

## Aangrenzende gemeenten
De gemeente grenst aan Brochier, Capela de Santana, Maratá, Nova Santa Rita, Pareci Novo, Paverama, São José do Sul en Triunfo.

## Verkeer en vervoer
De plaats ligt aan de wegen BR-287, BR-470, RS-124, RS-240 en RS-411.

## Geboren in Montenegro
- Cláudio Hummes (1934-2022), kardinaal